# Iluzie

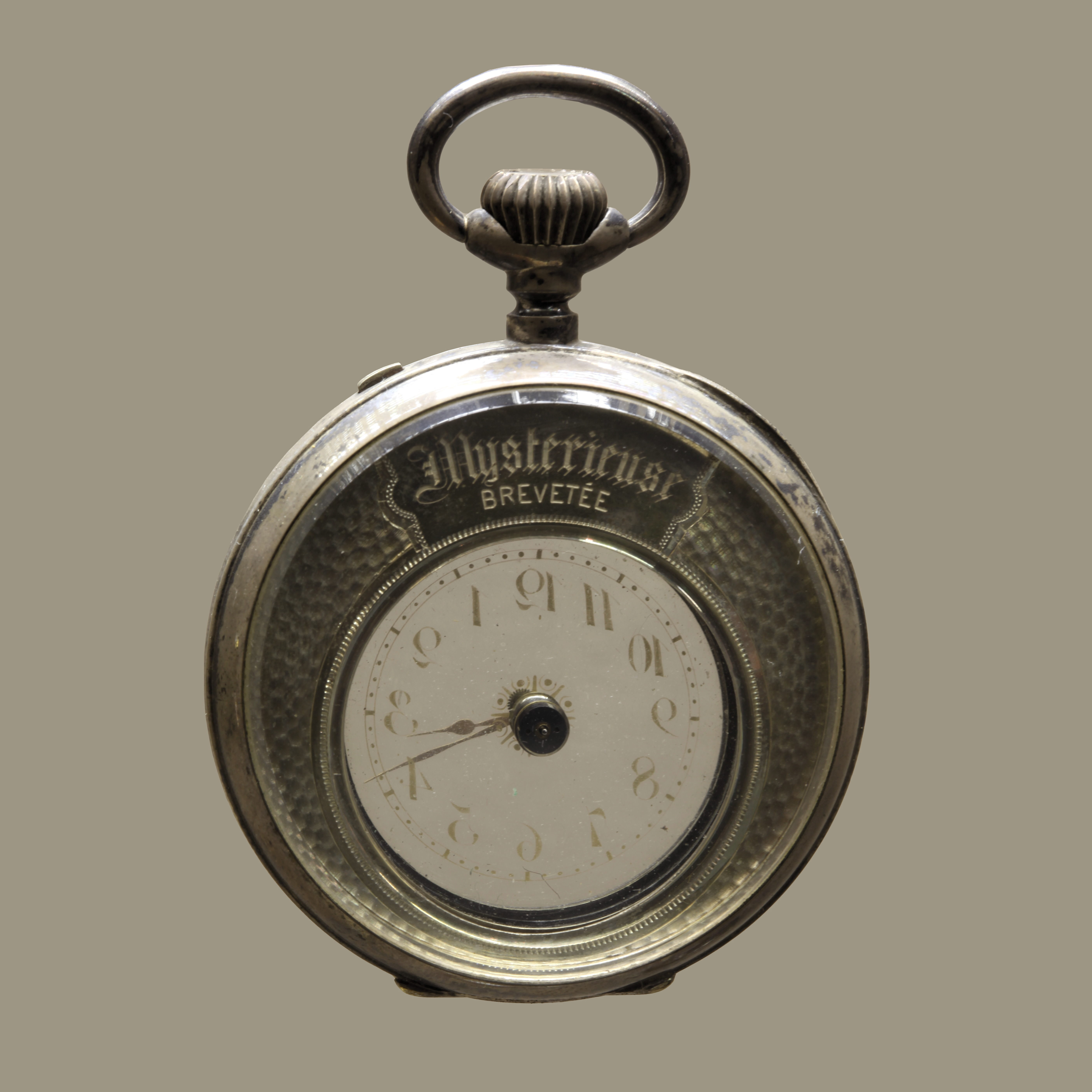
Cadranul transparent în acest „ceas misterios” poate crea iluzia că acele nu se mișcă.

O iluzie este o denaturare a simțurilor, dezvăluind modul în care creierul uman organizează în mod normal și interpretează stimuli senzoriali. Deși iluziile denaturează realitatea, ele sunt, în general împărtășite de majoritatea oamenilor.
Iluziile pot să apară pentru oricare dintre simțurile umane, dar iluziile vizuale (iluzii optice) sunt cele mai cunoscute și înțelese. Accentul pus pe iluziile vizuale apare deoarece văzul domină de multe ori celelalte simțuri. De exemplu, persoanele care urmăresc un ventriloc vor percepe vocea ca venind de la marionetă, deoarece pot să vadă gura marionetei rostind cuvintele.
Unele iluzii sunt bazate pe presupuneri de ordin general pe care le face creierul în timpul percepției. Aceste presupuneri sunt generate de principiile de organizare (de exemplu, gestaltismul), de capacitatea unui individ de percepție în adâncime și de percepție a mișcării și de mișcare și percepție, și de constanța perceptivă. Alte iluzii sunt cauzate de structurile senzoriale biologice din corpul uman sau de condiții din afara corpului într-un anumit mediu fizic.
Termenul iluzie se referă la o formă specifică de distorsiune senzorială. Spre deosebire de o halucinație, care este o denaturare în absența unui stimul, o iluzie reprezintă o percepție greșită a unei senzații existente. De exemplu, auzirea unor voci, indiferent de mediu, este o halucinație, dar auzirea unor voci în sunetul apei care curge (sau al altei surse de zgomot) este o iluzie.

## Iluzie optică

O iluzie optică. Pătratul A are exact aceeași nuanță de gri ca pătratul B. (vezi tabla de șah a lui Adelson.)

O iluzie optică se caracterizează prin perceperea vizuală de imagini, care sunt înșelătoare sau care induc în eroare. Prin urmare, informațiile aduse de ochi sunt procesate de către creier pentru a crea aparent o percepție care nu corespunde cu măsurarea fizică a sursei stimul. O presupunere convențională este că există iluzii fiziologice care apar în mod natural și iluzii cognitive care pot fi demonstrate prin anumite trucuri vizuale care dezvăluie modul cum funcționează sistemele de percepție umană.
Creierul uman construiește în mintea noastră o lume bazată pe informațiile pe care le obține din mediul înconjurător. Cu toate acestea, uneori, el încearcă să organizeze aceste informații într-un mod pe care-l consideră cel mai bun, în timp ce alteori încearcă să umple golurile. Acest mod în care creierul nostru funcționează constituie baza unei iluzii.

## Iluzie auditivă
O iluzie auditivă este o iluzie legată de auz asemănătoare cu o iluzie optică: ascultătorul aude sunete care nu sunt generate de stimuli sau sunete „imposibile”. Pe scurt, iluziile audio evidențiază zonele în care urechea umană și creierul, ca instrumente organice temporare, diferă de receptorii audio perfecți (în mai bine sau în mai rău). Un exemplu de iluzie auditivă este tonul lui Shepard.

## Iluzie tactilă
Exemple de iluzii tactile sunt iluzia de percepție a unui membru amputat, iluzia termică a grătarului, iluzia iepurelui care sare și o curioasă iluzie care apare atunci când degetul arătător și degetul mijlociu sunt deplasate de-a lungul podului nasului cu un deget pe fiecare parte, determinând percepția a două nasuri separate. În mod interesant, zonele cerebrale activate în timpul percepției tactile iluzorii sunt similare cu cele activate în timpul stimulării tactile reale. Iluziile tactile pot fi obținute, de asemenea, prin tehnologia haptică. Aceste obiecte tactile „iluzorii” pot fi folosite pentru a crea „obiecte virtuale”.

## Iluzie temporală
O iluzie temporală este o distorsiune în percepția timpului, care apare atunci când intervalul de timp dintre două sau mai multe evenimente este foarte îngust (de obicei mai puțin de o secundă). În astfel de cazuri, o persoană poate percepe momentan timpul ca încetinind, oprindu-se, accelerând sau mergând înapoi.

## Alte simțuri
Iluziile pot apărea și în cazul altor simțuri, inclusiv pentru cei implicați în perceperea alimentelor. S-a demonstrat că atât sunetul, cât și pipăitul influențează percepția prospețimii produselor alimentare. S-a descoperit, de asemenea, că, chiar dacă o parte a receptorilor de gust de pe limbă s-au deteriorat, iluzia gustului ar putea fi produsă prin stimularea tactilă. Iluziile olfactive (miros) se produc atunci când sunt puse etichete verbale pozitive sau negative înainte de stimularea olfactivă.

## Tulburări
Unele iluzii apar ca rezultat al unei boli sau al unei tulburări. Deși aceste tipuri de iluzii nu sunt împărtășite de toată lumea, ele sunt tipice pentru fiecare stare de sănătate. De exemplu, cei care suferă de migrene raportează deseori iluzii scintilante.

## Neuroștiințe
Percepția este legată de activitatea specifică a creierului și poate fi provocată astfel de stimularea creierului.  Iluziile perceptive care pot fi evocate variază de la simple fosfene (detectarea de lumini în câmpul vizual) până la percepții de nivel înalt. În studiul cazului singular al unui pacient, care se afla într-o evaluare prechirurgicală pentru tratamentul epilepsiei, stimularea electrică a joncțiunii temporoparietale stângi a generat percepția unei persoane aflate în apropiere (iluzorii)  care „ascundea atent schimbările în poziția și postura corpului pacientului”.